# Prélude et fugue en mi bémol majeur (BWV 852)
Le Clavier bien tempéré I
Pour un article plus général, voir Le Clavier bien tempéré.
Le prélude et fugue en mi bémol majeur (BWV 852) est le septième couple de préludes et fugues du premier livre du Clavier bien tempéré de Jean-Sébastien Bach, compilé vers 1722.
Il est difficile de trouver un quelconque rapport entre le somptueux prélude inspiré du style des organistes d'Allemagne du Nord et la fugue qu'il introduit. Cette dernière, à trois voix, « légère et gambadante » est — cas unique — largement éclipsée par son prélude ; cela ne l'empêche pas d'être souvent considérée comme « parfaite ».

## Prélude
Le prélude, noté , comporte 70 mesures, mais il est en fait une double fugue précédée d'une introduction… ou autrement appelée « ouverture ». Bach peut-être en accueillant la pièce, s'est assuré que sa composition de jeunesse soit conservée,. Il s'agit de fait du plus grand et « le seul qui éclipse sa fugue en longueur et en gravité », la fugue devenant « un mouvement de conclusion relativement léger plutôt que l'événement principal ». Face au problème, Busoni a suggéré d'intervertir les fugues mi bémol majeur de chaque cahier, celle du volume II étant plus sévère et lui correspond bien mieux.
La pièce est structurée en trois sections et commence par neuf mesures dans l'esprit d'une toccata, comme une improvisation virtuose…
Suivi d'un fugato en style de ricercar, peut-être dans un état ancien se terminant mesure 25. Partant de blanches et de noires, le mouvement s’accélère progressivement avec des croches…

Il passe aux doubles croches… Mais Bach transforme la pièce en une double fugue : soudain (mesure 25), il réintègre l'élément thématique de la toccata qui se mêle au sujet, se développant en une fugue à deux sujets (ou sujet avec son contre-sujet) exploité jusqu'à la fin (mesure 70). Commencé dans un registre grave, il faut attendre la mesure 59 pour que sonne le sujet dans le registre aigu, ce qui ménage un splendide effet de montée juste avant l'entrée finale de la basse (mesure 61) — comme dans la fugue en fa mineur. La fugue se termine par une pédale de tonique à la basse pendant que les deux sujets sont repris par les voix centrales.
Le tempo entre les différents épisodes doit rester constant,.

## Fugue
La fugue à trois voix, notée , longue de 37 mesures.
Au contraire de son prélude, la fugue est « légère et gambadante » et brille d'un « rire ingénu ». Avec les fugues en ut mineur, fa-dièse majeur et sol-dièse mineur, il s'agit d'une des fugues les plus libres et modernes du cahier. Le musicologue Wilhelm Werker (1873–1948), considère cette fugue comme une œuvre parfaite : « un chef-d'œuvre, de la première à la dernière note, une fugue parfaitement belle qui n'avait ni haut ni bas, s'étant installée une fois pour toutes dans la perfection ». Pourtant elle n'emploie aucun artifice savant (strette, combinaisons…), laissant presque la fugue se muer en sonate en trio.
Le sujet à la fois gracieux et décidé, est coupé par un silence en son milieu. Un des rares qui module à la dominante, parmi quatre exemples : mi-bémol majeur, mi mineur, sol-dièse mineur et si mineur.

La fugue est en deux sections : mesures 1–17 et 17–37. L'exposition, soprano, alto, basse, s'achève mesure 7. Chaque entrée des voix est séparée de la suivante par un pont prenant l'aspect d'une marche harmonique, d'une, puis deux mesures dans l'exposition, espacement reproduit mesures 17 et 26 lors des entrées par deux : respectivement alto-basse et basse-soprano. Ces marches, déjà ébauchées mesures 4–5, deviennent matériaux des divertissements et (avant le retour du sujet mesure 17), se prolongent, se développant et envahissant toutes les voix, dans un flot continu jusqu'à sept mesures consécutives.

Le contre-sujet est intimement lié à son sujet et à la réponse. Ils apparaissent toujours ensemble, sauf l'exposition du sujet à nu et la réponse (mesure 34), juste avant la coda. Ils partagent les éléments thématiques b et c bien identifiables.

## Relations
Le lien thématique du sujet de la « fugue-prélude » et de la fugue elle-même, est exposé par Cecil Gray et David,.

## Postérité
Théodore Dubois en a réalisé une version pour piano à quatre mains, publiée en 1914.
Le prélude en mi-bémol majeur de Bach sert l'inspiration du prélude en ut-dièse mineur, opus 87 (1951) de Dmitri Chostakovitch.
Eric Lamb (en) a réalisé un arrangement de la fugue pour flûte, alto et violoncelle, enregistré pour le label Paladino en 2018 (PMR 0094).